# Bian shen nannu
Bian shen nannu (变身男女S), noto anche con il titolo internazionale If I Were You, è un film del 2012 diretto da Li Qi.

## Trama
Dopo aver utilizzato un particolare ombrello, Shan Min e Xiao Ai si scambiano i propri corpi, con conseguenze inaspettate.